# Чемпіонат світу з футболу 2002 (кваліфікаційний раунд, КОНМЕБОЛ)
У цій статі представлені подробиці відбіркового турніру ЧС-2002 в південноамериканській континентальній зоні (КОНМЕБОЛ). Огляд відбіркового турніру представлений у статті Чемпіонат світу з футболу 2002 (кваліфікаційний раунд).
10 країн КОНМЕБОЛ подали заявки на участь у ЧС-2002. Південноамериканська континентальна зона отримала 4,5 (із 32) путівки у фінальний турнір.
Регламент був простий - 10 країн грали кожна з кожною вдома та в гостях. Чотири найкращі команди потрапляли на чемпіонат світу напряму. П'ята команда мала зіграти стиковий матч із представником ОФК.

## Турнірна таблиця
| М   | Команда   | І  | В  | Н | П  | МЗ | МП | РМ  | О  |
| --- | --------- | -- | -- | - | -- | -- | -- | --- | -- |
| 1.  | Аргентина | 18 | 13 | 4 | 1  | 42 | 15 | +27 | 43 |
| 2.  | Еквадор   | 18 | 9  | 4 | 5  | 23 | 20 | +3  | 31 |
| 3.  | Бразилія  | 18 | 9  | 3 | 6  | 31 | 17 | +14 | 30 |
| 4.  | Парагвай  | 18 | 9  | 3 | 6  | 29 | 23 | +6  | 30 |
| 5.  | Уругвай   | 18 | 7  | 6 | 5  | 19 | 13 | +6  | 27 |
| 6.  | Колумбія  | 18 | 7  | 6 | 5  | 20 | 15 | +5  | 27 |
| 7.  | Болівія   | 18 | 4  | 6 | 8  | 21 | 33 | −12 | 18 |
| 8.  | Перу      | 18 | 4  | 4 | 10 | 14 | 25 | −11 | 16 |
| 9.  | Венесуела | 18 | 5  | 1 | 12 | 18 | 44 | −26 | 16 |
| 10. | Чилі      | 18 | 3  | 3 | 12 | 15 | 27 | −12 | 12 |